# 6722 Bunichi
6722 Bunichi è un asteroide della fascia principale. Scoperto nel 1991, presenta un'orbita caratterizzata da un semiasse maggiore pari a 3,1683505 UA e da un'eccentricità di 0,1901106, inclinata di 2,82187° rispetto all'eclittica.